# Julia la Menor
Julia la Menor  (19 a. C.-c. 29 d. C.) fue una noble romana de la dinastía Julio-Claudia. Era la primera niña, segundo descendiente de Marco Vipsanio Agripa y Julia la Mayor. Junto con su hermana Agripina la Mayor, Julia fue criada y educada por su abuelo materno, Augusto y su abuelastra materna Livia Drusila.
Julia la Menor fue la nieta mayor del emperador Augusto, cuñada, hijastra y nuera del emperador Tiberio, tía materna del emperador Calígula y la emperatriz Agripina la Menor, prima segunda del emperador Claudio, y tía-abuela materna del emperador Nerón.

## Vida
Alrededor del año 5 a. C. o 6 a. C., Augusto hizo que se casara con Lucio Emilio Paulo. Paulo tenía una relación familiar con ella como su medio-primo hermano, pues ambos tenían a Escribonia como abuela: la madre de Julia era una hija que Augusto tuvo con Escribonia; la madre de Paulo, Cornelia Escipión, era hija de Escribonia de un matrimonio anterior con Publio Cornelio Escipión Salvito.
Paulo y Julia tuvieron una hija, Emilia Lépida y (posiblemente) un hijo, Marco Emilio Lépido. Según Suetonio, ella construyó una pretenciosa casa de campo. A Augusto le desagradaban las grandes casas sobrecargadas e hizo que la demolieran.
En el año 8, según los historiadores antiguos, Julia fue exiliada por haber tenido una aventura con Décimo Junio Silano, un senador romano. La enviaron a Trimerus, una pequeña isla italiana, donde dio a luz a un niño. Augusto rechazó al niño e hizo que lo abandonaran, en una montaña para que muriera. Silano marchó a un exilio voluntario, pero volvió durante el reinado de Tiberio.
En algún momento entre el año 1 y el año 14, su marido Paulo fue ejecutado como un conspirador en una revuelta. Los modernos historiadores tienen la teoría de que el exilio de Julia no fue en realidad por adulterio sino por haber estado implicada en la rebelión de Paulo. Livia Drusila conspiró contra la familia de su hijastra y los arruinó. Esto llevó a una compasión abierta por la familia caída en desgracia. Julia murió en la misma isla a la que había sido enviada al exilio 20 años antes. Debido al adulterio que Julia había cometido, Augusto afirmó en su testamento que ella nunca sería enterrada en Roma. Le sobrevivieron su hijo y su hija y para entonces, varios nietos.

## Árbol genealógico
|  |                            |  |  |  |  |  |  |  |  |  |  |  |  |  |  |  |
|  | 4. Lucio Vipsanio Agripa   |  |  |  |  |  |  |  |  |  |  |  |  |  |  |  |
|  |                            |  |  |  |  |  |  |  |  |  |  |  |  |  |  |  |
|  |                            |  |  |  |  |  |  |  |  |  |  |  |  |  |  |  |
|  | 2. Marco Vipsanio Agripa   |  |  |  |  |  |  |  |  |  |  |  |  |  |  |  |
|  |                            |  |  |  |  |  |  |  |  |  |  |  |  |  |  |  |
|  |                            |  |  |  |  |  |  |  |  |  |  |  |  |  |  |  |
|  | 1. Julia la Menor          |  |  |  |  |  |  |  |  |  |  |  |  |  |  |  |
|  |                            |  |  |  |  |  |  |  |  |  |  |  |  |  |  |  |
|  |                            |  |  |  |  |  |  |  |  |  |  |  |  |  |  |  |
|  | 24. Cayo Octavio           |  |  |  |  |  |  |  |  |  |  |  |  |  |  |  |
|  |                            |  |  |  |  |  |  |  |  |  |  |  |  |  |  |  |
|  |                            |  |  |  |  |  |  |  |  |  |  |  |  |  |  |  |
|  | 12. Cayo Octavio           |  |  |  |  |  |  |  |  |  |  |  |  |  |  |  |
|  |                            |  |  |  |  |  |  |  |  |  |  |  |  |  |  |  |
|  |                            |  |  |  |  |  |  |  |  |  |  |  |  |  |  |  |
|  | 6. Augusto                 |  |  |  |  |  |  |  |  |  |  |  |  |  |  |  |
|  |                            |  |  |  |  |  |  |  |  |  |  |  |  |  |  |  |
|  |                            |  |  |  |  |  |  |  |  |  |  |  |  |  |  |  |
|  | 26. Marco Acio Balbo       |  |  |  |  |  |  |  |  |  |  |  |  |  |  |  |
|  |                            |  |  |  |  |  |  |  |  |  |  |  |  |  |  |  |
|  |                            |  |  |  |  |  |  |  |  |  |  |  |  |  |  |  |
|  | 13. Acia                   |  |  |  |  |  |  |  |  |  |  |  |  |  |  |  |
|  |                            |  |  |  |  |  |  |  |  |  |  |  |  |  |  |  |
|  |                            |  |  |  |  |  |  |  |  |  |  |  |  |  |  |  |
|  | 27. Julia la Menor         |  |  |  |  |  |  |  |  |  |  |  |  |  |  |  |
|  |                            |  |  |  |  |  |  |  |  |  |  |  |  |  |  |  |
|  |                            |  |  |  |  |  |  |  |  |  |  |  |  |  |  |  |
|  | 3. Julia la Mayor          |  |  |  |  |  |  |  |  |  |  |  |  |  |  |  |
|  |                            |  |  |  |  |  |  |  |  |  |  |  |  |  |  |  |
|  |                            |  |  |  |  |  |  |  |  |  |  |  |  |  |  |  |
|  | 14. Lucio Escribonio Libón |  |  |  |  |  |  |  |  |  |  |  |  |  |  |  |
|  |                            |  |  |  |  |  |  |  |  |  |  |  |  |  |  |  |
|  |                            |  |  |  |  |  |  |  |  |  |  |  |  |  |  |  |
|  | 7. Escribonia              |  |  |  |  |  |  |  |  |  |  |  |  |  |  |  |
|  |                            |  |  |  |  |  |  |  |  |  |  |  |  |  |  |  |
|  |                            |  |  |  |  |  |  |  |  |  |  |  |  |  |  |  |
|  | 15. Sencia                 |  |  |  |  |  |  |  |  |  |  |  |  |  |  |  |
|  |                            |  |  |  |  |  |  |  |  |  |  |  |  |  |  |  |
|  |                            |  |  |  |  |  |  |  |  |  |  |  |  |  |  |  |